# Cerisy-Buleux
Cerisy-Buleux település Franciaországban, Somme megyében. Lakosainak száma 277 fő (2022. január 1.). Cerisy-Buleux Fresnes-Tilloloy, Oisemont, Ramburelles, Saint-Maxent és Villeroy községekkel határos.

## Népesség
A település népességének változása:
| Lakosok száma | 260  | 265  | 273  | 266  | 265  | 264  | 267  | 272  | 277  |
|               | 2013 | 2015 | 2016 | 2017 | 2018 | 2019 | 2020 | 2021 | 2022 |